# أكاديميات ملكية

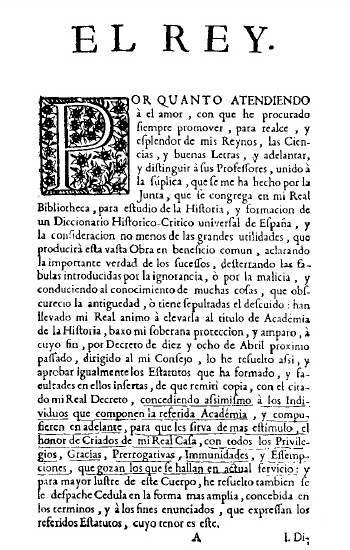
أمر ملكي، في 17 يونيو عام 1738، تم من خلاله إقرار جوائز الأكاديمية الملكية للتاريخ.

الأكاديميات الملكية، (بالإسبانية: Real Academia)‏ والتي تُعرف اختصارًا برمز RR. AA.، هي مؤسسات إسبانية للبحث والنشر الثقافي والعلمي والفني. ظهر العديد منها أثناء عصر التنوير بحماية التاج الإسباني كوسيلة لإقامة نظام مركزي للمؤسسات الثقافية الموازية، التي شكلتها الجامعات آنذاك، والتي كانت بمثابة شواهد لبقايا القرون الوسطى التي لا يمكن السيطرة عليها من قبل الدولة.
في الوقت الحالي، وعقب الإصلاحات التي تمت في الجامعة الإسبانية في القرن العشرين، تم الإبقاء على معظم الأكاديميات الملكية بصفتها مراكزًا ثانوية للأبحاث، وتأتي في المرتبة الثانية وراء الجامعات والمراكز البحثية التابعة للمجلس الأعلى للبحوث العلمية، ولتكون وسيلة للاعتراف المشابه للجوائز الفنية والعلمية. ونجحوا في العقود الأخيرة في إنشاء بعض الأكاديميات، ولكن من منظور ارتكز على الدراسات المحلية، وخاصة في تلك المناطق الإسبانية التي لها لغتها الخاصة، وعلى سبيل المثال، هناك الأكاديمية الملكية الإسبانية، وإلى حد ما تأتي الأكاديمية الملكية للتاريخ، والتي يختص مجال دراستها وبحثها في تاريخ إسبانيا بالرغم من اسمها العلمي.
يجمع معهد إسبانيا الأكاديمات الملكية ذات الطابع الوطني لتنسيق المهام والواجبات التي يتعين عليهم القيام بها بشكل مشترك.